# Kids Incorporated
Kids Incorporated (conosciuto anche come Kids Inc.) è una serie televisiva statunitense, essenzialmente per bambini, che andò in onda dal 1984 al 1994. Questa sitcom includeva anche performance musicali, che erano parte integrante dello show.

## Trama
La serie segue le vicende di un gruppo di bambini e ragazzini che hanno composto il loro gruppo musicale personale rock, chiamato appunto "Kids Incorporated". I membri di questa band affrontano temi caratterizzanti ogni episodio, a partire dal divorzio fino ad arrivare alla violenza mentre eseguono delle performance musicali al loro teatro, nonché ristorante locale, "The P*lace" (chiamato "The Malt Shop" nel primo episodio). Non fu mai spiegato come il gruppo si è riunito, proprio per non dare troppo spazio al realismo in senso stretto, tant'è che la serie suddetta era composta da elementi fantasy in ogni episodio (fate, ballerini, dame, ecc.).

## Cast
- Eric Balfour (1991)
- Charlie Brady (1993-1994)
- Nicole Brown (1992-1994)
- Dena Burton (1993-1994)
- Jared Delgin (1992)
- Moosie Drier (1984-1988)
- Fergie (1983-1991)
- Kenny Ford (1988-1992)
- Anthony Harrell (1993-1994)
- Jennifer Love Hewitt (1989-1991)
- Anastasia Horne (1984-1985/1991-1994)
- Haylie Johnson (1991-1994)
- Ryan Lambert (1985-1988)
- Connie Lew (1987-1988)
- Marta "Martika" Marrero (1983-1986)
- Rahsaan Patterson (1984-1987)
- Devyn Puett (1988-1990)
- Renee Sands (1983-1987)
- Jerry Sharell (1983-1984)
- Richard Shoff (1987-1990)
- Cori Wellins (1984-1985)
- Jean-Paul Hellendahl (1985-1988)
- Kyli Rae (1991)
- Kristen May (1991)
- Ryan Nikole Parker (1991-1994)
- Jennifer Sommerhays (1983)
- T.J. Nixon (1983)
- Christopher "Chris" Miller (1983)
- Tino Saiki (1983)
- Daniel Howes (1983)
- Michael Lewis (1983)
- Angella Kaye (1986-1992)
- Janine King (1984)
- Stephanie Gonzales (1993-1994)
- Leslie Grossman (1992-1994)
- Charon Aldredge  (1991-1994)
- Chad Anderson (1985-1986)
- Ken Arata (1993-1994)
- Wendy Brainard (1984-1986, 1992)
- Dee Caspary (1987-1988)
- Joseph Conrad (1989-1990)
- Nicole Cropper (1987-1988)
- Kimberly Duncan (1988-1990)
- Brian Friedman (1991-1994)
- Andre Fuentes (1993-1994)
- Aaron Hamilton (1984)
- Jennifer King (1991-1992)
- Leilani Lagmay (1989-1990)
- Darren Lee (1985-1986)
- Mario López (1984-1986)
- Danielle Marcus-Janssen (1991-1994)
- Challyn Markray (1987)
- Tony Perrin (1991-1992)
- Brian Poth (1987-1988)
- Carletta Prince (1984)
- Rey-Phillip Santos (1984-1985)
- Tiffany Robbins (1989-1990)
- Cory Tyler (1989-1990)
- Gina Marie Vinaccia (1985-1988)
- Andrea Paige Wilson (1984-1986)

Questi furono i membri del cast, che in alcuni casi, sono diventati attori e cantanti famosi ormai a livello mondiale come Jennifer Love Hewitt (Ghost Whisperer - Presenze), Eric Balfour e Fergie.

### Produttori
Molte compagnie produttive erano associate a Kids Incorporated come K-tel Entertainment, Lynch-Biller Productions (più tardi Lynch Entertainment; adesso The Tom Lynch Company), RHI Entertainment, e MGM Television (MGM-Pathé).
Kids Incorporated lanciò le carriere di molti produttori come Gary Biller e Thomas W. Lynch, (Il mondo segreto di Alex Mack) e molti altri.

## Episodi
| Stagione         | Episodi | Prima TV USA | Prima TV Italia |
| ---------------- | ------- | ------------ | --------------- |
| Prima stagione   | 26      | 1984-1985    |                 |
| Seconda stagione | 26      | 1985-1986    |                 |
| Terza stagione   | 13      | 1986-1987    |                 |
| Quarta stagione  | 13      | 1987         |                 |
| Quinta stagione  | 13      | 1987-1988    |                 |
| Sesta stagione   | 15      | 1989-1990    |                 |
| Settima stagione | 20      | 1991         |                 |
| Ottava stagione  | 13      | 1992         |                 |
| Nona stagione    | 10      | 1993-1994    |                 |